# 非洲硬蕊花属
非洲硬蕊花属（学名：Afroguatteria），是番荔枝科下的一个属。

## 下属物种
- Afroguatteria bequaertii (De Wild.) Boutique
- Afroguatteria globosa Paiva